# Preeceville
Preeceville är en ort i Kanada.   Den ligger i provinsen Saskatchewan, i den sydöstra delen av landet, 2 100 km väster om huvudstaden Ottawa. Preeceville ligger 508 meter över havet och antalet invånare är 1 003. Den ligger vid sjön Annie Laurie Lake.
Terrängen runt Preeceville är platt. Trakten runt Preeceville är nära nog obefolkad, med mindre än två invånare per kvadratkilometer.. Det finns inga andra samhällen i närheten. 
Trakten runt Preeceville består till största delen av jordbruksmark.